# Elaphoglossum leonardii
Elaphoglossum leonardii är en träjonväxtart som beskrevs av John T. Mickel. Elaphoglossum leonardii ingår i släktet Elaphoglossum och familjen Dryopteridaceae. Inga underarter finns listade.